# Jaime Murray

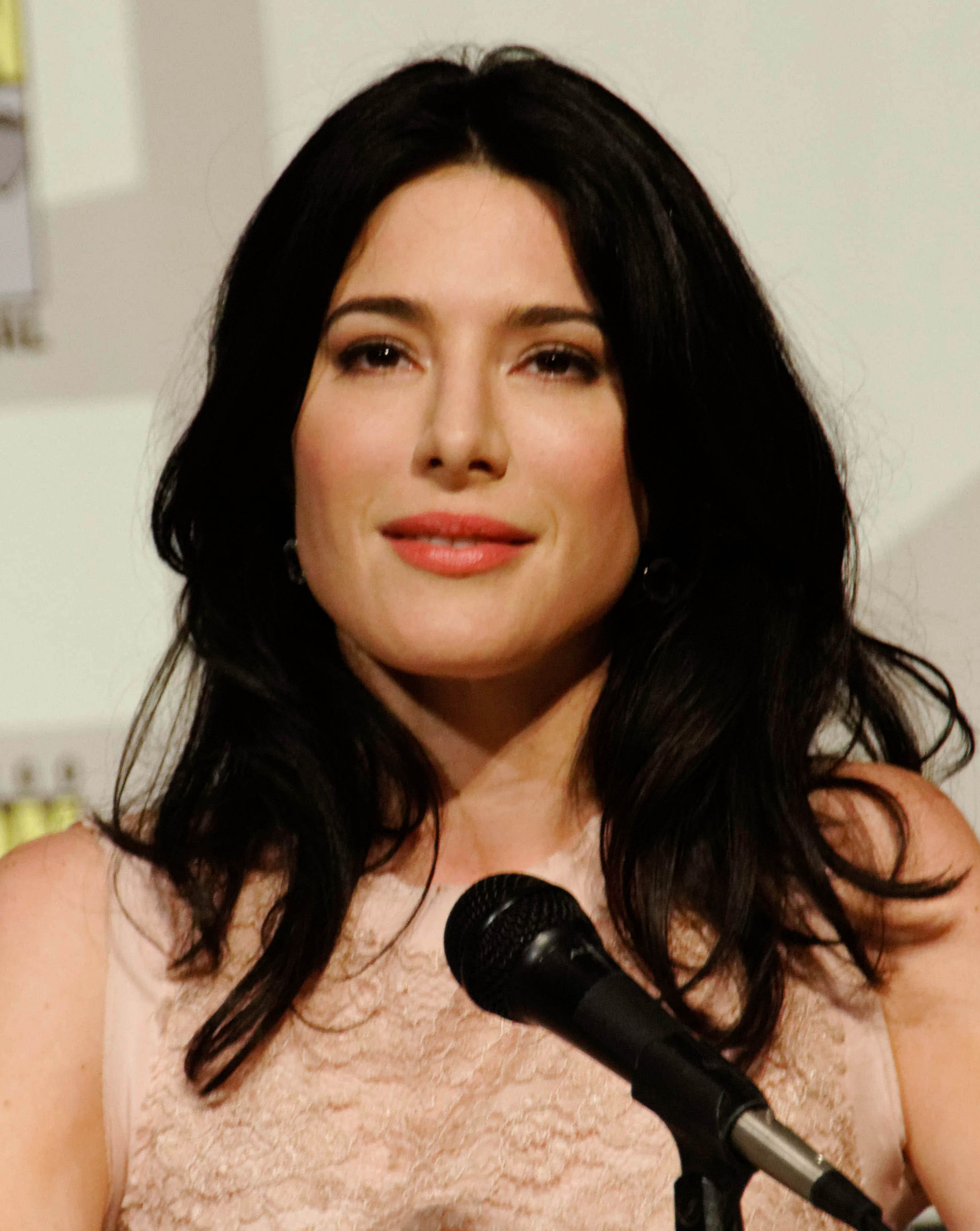
Jaime Murray (2012)

Jaime Erica Murray (* 21. Juli 1976 in Essex, England) ist eine britische Schauspielerin und Model. Sie wurde bekannt durch ihre Darstellungen der Stacie Monroe in Hustle – Unehrlich währt am längsten und Lila in Dexter.

## Leben
Sie ist die Tochter des britischen Schauspielers Billy Murray. Nach dem Schulabschluss wurde bei ihr Dyslexie diagnostiziert. Murray studierte Philosophie und Psychologie an der London School of Economics and Political Science, verließ diese jedoch, um am Drama Center weiterzumachen, welches sie 2000 abschloss.
Jaime Murrays frühe Fernsehauftritte umfassten Rollen in einigen Sendungen auf BBC One wie Casualty, The Bill und Der Widerspenstigen Zähmung. Ihre Karriere begann im Jahr 2002. Murray tritt oft als Gaststar in einzelnen Episoden einer Serie auf.
Von der ersten bis zur vierten Staffel spielte sie in Hustle – Unehrlich währt am längsten die Rolle der Stacie Monroe.
Ab Herbst 2007 stellte sie Lila, eine Nebenfigur in der zweiten Staffel der US-amerikanischen Fernsehserie Dexter, dar.
2009 spielte sie an der Seite ihres Vaters in The Rapture. Von 2010 bis 2014 hatte sie eine wiederkehrende Rolle in der Serie Warehouse 13, in der sie den Charakter Helena G. Wells verkörperte, dessen Vorbild der Science-Fiction-Schriftsteller H. G. Wells ist. In den meisten Fällen wird sie von Claudia Urbschat-Mingues synchronisiert. In der deutschen Fassung von Warehouse 13 wurde aber bereits einer der Hauptcharaktere von dieser synchronisiert, weshalb Murray hier die Stimme von Tanja Geke verliehen bekommt.
2014 heiratet sie den Produzenten Bernie Cahill.

## Filmografie (Auswahl)
- 2002: Casualty (Fernsehserie, 1 Episode)
- 2002: The Bill (Fernsehserie, 3 Episoden)
- 2003: Keen Eddie (Fernsehserie, 1 Episode)
- 2004: Doctors and Nurses (Fernsehserie, 1 Episode)
- 2005: Animal
- 2005: Love Soup (Fernsehserie, 1 Episode)
- 2005: ShakespeaRe-Told – Der Widerspenstigen Zähmung
- 2005: Der blaue Express (Agatha Christie’s Poirot; Fernsehserie, Episode The Mystery of the Blue Train)
- 2007: Demons
- 2007: Botched – Voll verkackt (Botched)
- 2004–2007, 2012: Hustle – Unehrlich währt am längsten (Hustle, Fernsehserie, 25 Episoden)
- 2007: The Deaths of Ian Stone
- 2007: Dexter (Fernsehserie, 10 Episoden)
- 2008: Valentine (Fernsehserie, 8 Episoden)
- 2008: The Mentalist (Fernsehserie, 1 Episode)
- 2009: Navy CIS (NCIS, Fernsehserie, Episode 6x24)
- 2009: Eli Stone (Fernsehserie, Episode 2x13)
- 2009: The Rapture
- 2010: The Devil’s Playground
- 2010–2014: Warehouse 13 (Fernsehserie, 15 Episoden)
- 2011: Spartacus: Gods of the Arena (Fernsehserie, 4 Episoden)
- 2011–2012: Ringer (Fernsehserie, 9 Episoden)
- 2012: The Finder (Fernsehserie, eine Episode)
- 2013–2015: Defiance (Fernsehserie, 39 Episoden)
- 2013: Fright Night 2 – Frisches Blut (Fright Night 2: New Blood)
- 2015: Sleepy Hollow (Fernsehserie, Episode 2x14)
- 2016–2017: Once Upon a Time – Es war einmal … (Once Upon a Time, Fernsehserie, 13 Episoden)
- 2018: The Nanny
- 2018: The Originals (Fernsehserie, 6 Episoden)
- 2018–2021: Castlevania (Fernsehserie, 28 Episoden, Stimme)
- 2018: Midnight, Texas (Fernsehserie, 2 Episoden)
- 2019: Gotham (Fernsehserie, 5 Episoden)
- 2020: Possessions